# Borîs Leatoșînskîi
Borîs Mîkolaiovîci Leatoșînskîi (în ucraineană Бори́с Миколáйович Лятоши́нський – pronunțieⓘ), cunoscut și sub numele rus Boris Nikolaevici Leatoșinski (în rusă Бори́с Николаевич Лятоши́нский); n. 22 decembrie 1894, Jîtomîr, Imperiul Rus – d. 15 aprilie 1968, Kiev, URSS) a fost un compozitor, dirijor și pedagog ucrainean. Membru de vază al noii generații de compozitori ucraineni din secolul al XX-lea, el a primit o serie de distincții, inclusiv titlul onorific Artist al Poporului RSS Ucrainene⁠(d) și două premii de stat ale URSS.
Din primii ani a fost inițiat în literatura și istoria poloneză. După ce a terminat studiile medii în 1913, a intrat la Facultatea de Drept de la Universitatea din Kiev și ulterior a predat muzică la Conservatorul din Kiev⁠(d). În anii 1910, Leatoșînskîi a scris 31 de lucrări în diferite genuri muzicale. În anii 1930, a călătorit în Tadjikistan, unde a studiat muzica populară a regiunii și a compus un balet despre viața localnicilor. În anii 1935-1938 și 1941-1944, a predat orchestrație⁠(d) la Conservatorul din Moscova⁠(d). În timpul războiului, Leatoșînskîi a fost evacuat și a predat la filiala din Saratov a Conservatorului. Acolo, el a lucrat la aranjamente ale cântecelor ucrainene și a asigurat evacuarea manuscriselor muzicale ucrainene.
Principalele lucrări ale lui Leatoșînskîi sunt operele Inelul de aur⁠(d) (1929) și Șciors⁠(d) (1937), cele cinci simfonii ale sale, Uvertura pe patru teme populare ucrainene (1926), suitele Taras Șevcenko (1952) și Romeo și Julieta (1955), poemul simfonic Grajîna (1955), concertul pentru pian „Slav” (1953) și orchestrația concertului pentru vioară al lui Reinhold Glière (1956). Doar o mică parte din compozițiile sale au fost interpretate în timpul vieții. Lansarea în 1993 a unei înregistrări cu simfoniile sale i-a adus compozitorului notorietate internațională.
Muzica scrisă de el aparține stilului european modern și include motive ucrainene. De asemenea, în multe lucrări ale sale i se întrevede moștenirea poloneză. Compozițiile timpurii au fost influențate de familie, de profesori (inclusiv Glière) și de soție și au fost inspirate din opera lui Ceaikovski, Glazunov și Screabin. Ulterior, stilul său muzical a evoluat într-o direcție șostakovică. Printre compozitorii sovietici și ucraineni care au luat lecții de la Leatoșînskîi și au fost influențați de el se numără Mîroslav Skorîk și Valentîn Sîlvestrov.

## Biografie

### Familia și tinerețea

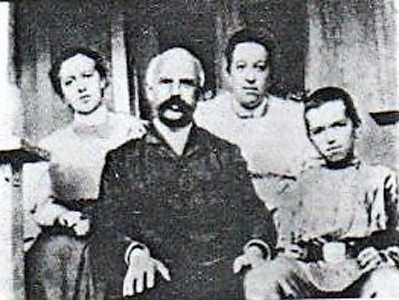
Borîs Leatoșînskîi (dreapta) cu părinții săi și sora Nina; fotografie de la începutul sec. al XX-lea

Borîs Leatoșînskîi s-a născut la 3 ianuarie 1895, în orașul Jîtomîr din Imperiul Rus (în prezent Ucraina). Părinții săi erau educați și aveau pregătire muzicală. Primele clase Borîs nu le-a frecventat, fiind școlit acasă. Pe parcursul copilăriei lui, familia se muta frecvent cu traiul în diferite orașe ucrainene.
Tatăl lui Borîs, Mîkola Leatoșînskîi⁠(d), a fost profesor de istorie, care de-a lungul carierei sale a condus licee din Jîtomîr, Nemîriv, Kiev și – în 1908-1911 – Zlatopil⁠(d) (fost oraș, în prezent absorbit de Novomîrhorod). Mama, Olha Borîsovna, a cântat la pian și voce. Borîs a avut o soră mai mare, Nina.
În familia Leatoșînskîi literatura și istoria poloneză erau ținute la mare cinste; Borîs a citit mult în copilărie, în special lucrările istorice și romantice ale lui Henryk Sienkiewicz și Stefan Żeromski. El și-a semnat primele compoziții muzicale sub pseudonimul „Boris Iaksa Leatoșînskîi”, după numele unui cavaler polonez care a luptat în bătălia de la Grunwald. Piesele timpurii includ mazurci, valsuri și un scherzo chopinesc. Temele poloneze sunt esențiale pentru cea mai mare parte a operei lui Leatoșînskîi, datorită mai multor factori: familia sa avea o bogată moștenire poloneză, Jîtomîr era centrul cultural și administrativ al unei regiuni locuite de multă vreme de etnici polonezi, iar primul său profesor de muzică era de origine poloneză.
Leatoșînskîi a absolvit Gimnaziul din Jîtomîr în 1913, unde a deprins vioara și și-a scris primele compoziții. Mai târziu în viață, el relata că în anii de gimnaziu „a devenit cu adevărat interesat de muzică”. Piesele timpurii, deși naive și lipsite de originalitate, au dezvăluit un talent muzical și l-au determinat pe tatăl său să-l încurajeze să devină compozitor. La Zlatopil, Leatoșînskîi a luat lecții de pian. În 1914, și-a întâlnit pentru prima dată viitoarea soție, Margarita Țarevici.

### Anii de studenție
| Imagine indisponibilă |  | Imagine indisponibilă                     |
| Leatoșînskîi în 1913  |  | Reinhold Glière, profesorul lui de muzică |

Prima lucrare scrisă de Leatoșînskîi este considerată a fi o mazurcă din 20 ianuarie 1910, când acesta avea 15 ani. În anii 1910, el a scris 31 de lucrări de diferite genuri muzicale – dintre care 20 au fost descoperite în 2017 (nefiind documentate de biografii săi anteriori).
În 1913, la îndemnul tatălui său, Leatoșînskîi a intrat la Facultatea de Drept a Universității din Kiev. Primul său cvartet de pian⁠(d) a fost interpretat de ziua de naștere a tatălui și a fost primit călduros de presa locală, deși a fost criticat pentru rolul exagerat al pianului în compoziție. Familia Leatoșînskîi l-a rugat pe compozitorul Reinhold Glière, pe atunci director și profesor al noului Conservator din Kiev (în prezent Academia de Stat de Muzică „Piotr Ceaikovski”⁠(d)), să-l ia pe Borîs sub propria îndrumare. Glière a răspuns printr-o carte poștală: „Îl invit pe Excelența Sa domnul Borîs Leatoșînskîi la prima mea lecție”. Astfel, tânărul compozitor a fost admis și la conservator în paralel cu studiile universitare. Stilul muzical timpuriu al lui Leatoșînskîi a fost influențat de familie, de profesori și de viitoarea soție Margarita Țarevici; celei din urmă i-a dezvăluit prin scrisori (în 1914-1916) primele sale idei muzicale.
Leatoșînskîi a absolvit universitatea în 1918, iar în anul următor conservatorul. A rămas să lucreze la conservator în calitate de profesor de compoziție muzicală. În timpul studenției, a compus Cvartetul de coarde nr. 1, op. 1 (1915) și Simfonia nr. 1⁠(d), op. 2 (1918-1919, revizuită în 1967). Potrivit muzicologilor Ihor Savciuk și Tetiana Homon, cea mai tragică dintre lucrările sale timpurii pentru pian poate fi considerat „Preludiul funerar”, o lucrare de tranziție care a fost scrisă la 19 decembrie 1920, în ziua în care tatăl lui a murit de tifos.
În perioada timpurie de dezvoltare muzicală a lui Leatoșînskîi, el s-a inspirat din lucrările lui Piotr Ilici Ceaikovski, Aleksandr Glazunov și Alexandr Scriabin. Cel din urmă era un compozitor de referință pentru mulți tineri compozitori ai Imperiului Rus din acea perioadă.

### Conservatorul din Kiev
În anii 1922-1925, Leatoșînskîi, pe atunci lector și învățător de compoziție la Conservatorul din Kiev, a organizat și a condus Societatea ucraineană de muzică contemporană⁠(d). A primit titlul academic de profesor (compoziție) în 1935.
În anii 1920, autoritățile sovietice au avansat „korenizația”, o politică menită să promoveze culturile indigene în încercarea de a submina ceea ce era perceput ca dominație imperială. Astfel a fost creat un climat cultural care încuraja oameni de artă precum Leatoșînskîi să recurgă la mai multe experimente și inovații.
Până în 1925, Leatoșînskîi s-a concentrat pe muzica de cameră pentru vioară și pian, scriind piese precum Cvartetul de coarde nr. 2, Trioul pentru pian, vioară și violoncel și două sonate pentru pian⁠(d). De asemenea, a compus cântece, unele din ele adaptate pe versurile poeților antici chinezi. Pentru pian a scris ciclul Reflecții (1925), câteva sonate (1924-1925), Balade (1928), o suită (1942) și șapte preludii (1942-1943).
În anii 1920, Leatoșînskîi a compus o serie de romanțe bazate pe opera lui Heinrich Heine, Konstantin Balmont, Paul Verlaine, Oscar Wilde, Edgar Allan Poe, Percy Shelley și Maurice Maeterlinck. Alte lucrări din această perioadă includ o sonată pentru vioară și pian (1924) și Cvartetul de coarde nr. 3. Opera sa Inelul de aur⁠(d) (1929), bazată pe un roman al scriitorului ucrainean Ivan Franko, descrie rezistența ucrainenilor împotriva invadatorilor mongoli din secolul al XIII-lea. Opera a fost considerată nepotrivită doctrinei Partidului Comunist. A doua sa operă, Șciors⁠(d) (1937), are la bază biografia comunistului ucrainean Mîkola Șciors⁠(d) în timpul conflictului din Ucraina de după sfârșitul Primului Război Mondial. Sonata pentru pian nr. 1 a fost publicată la Moscova în 1926. În același an a compus o uvertură bazată pe muzica populară ucraineană⁠(d) – Uvertura pe patru teme ucrainene; aceasta a fost prima sa încercare de a integra propriul stil muzical cu melodii din folclor. În iunie 1926, Glière a inclus premiera Simfoniei nr. 1 a lui Leatoșînskîi într-un program de concert.
În 1931-1932, Leatoșînskîi a scris o suită orchestrală. Din 1932 până în 1939, a fost membru al comitetului Biroului Uniunii Compozitorilor din Ucraina. A fost detașat de conducerea Teatrului de Operă și Balet din Odesa⁠(d) în Tadjikistan pentru a studia muzica populară și a compune un balet despre viața localnicilor. În 1932, el a compus Trei cântece pe teme tadjice pentru vioară și pian, bazate pe folclorul regiunii.

### Conservatorul din Moscova
Compozitorul a cărui voce nu ajunge la oameni nu e nici măcar o nulitate, e o valoare negativă. Voi face tot posibilul ca muzica mea să fie asimilată de public.
În anii 1935-1938 și 1941-1944, Leatoșînskîi a predat orchestrație⁠(d) la Conservatorul din Moscova⁠(d). A fost președintele Uniunii Compozitorilor din Ucraina în 1939.
Simfonia nr. 2⁠(d) a fost comandată în 1933 de Biroul de organizare al Uniunii Compozitorilor din URSS, pentru a fi prezentată în premieră la Moscova împreună cu lucrările altor compozitorilor ucraineni. Leatoșînskîi a lucrat la simfonie timp de șase luni în 1934. Lucrarea a fost criticată în presă încă înainte de a fi interpretată, un critic descriind-o „extrem de goală, deznădăjduită”. Premiera a fost în cele din urmă anulată din cauza doliului național anunțat după decesul politicianului sovietic Sergo Ordjonikidze⁠(d).

### Evacuarea la Saratov
În timpul invaziei germane a URSS, când căderea Kievului era iminentă, autoritățile sovietice au pus în aplicare un plan de a proteja principalele resurse artistice din oraș. Numeroase grupuri de teatru, orchestre și compozitori au fost evacuați spre est în interiorul URSS. Artiștii au continuat să-și dezvolte muzica națională și în același timp au contribuit la dezvoltarea culturii și artei republicilor în care se aflau.
Mai multe departamente ale Conservatorului din Moscova, inclusiv cel de muzică, au fost evacuate la Saratov, un oraș de pe Volga. Leatoșînskîi a fost evacuat acolo împreună cu colegii săi. La Saratov, muzica lui Leatoșînskîi era difuzată zilnic la postul de radio ucrainean „Taras Șevcenko”. În acest răstimp, el a creat piese solo și lucrări pentru cameră, în special „Cvintetul ucrainean” pentru pian și coarde (1942; ed. a 2-a în 1945), decorat cu Premiul de Stat în 1943. Alte lucrări au inclus Cvartetul de coarde nr. 4 (1943), o suită pentru cvartet de coarde bazată pe melodii populare ucrainene (1944) și o suită pentru cvartet de suflătoare din lemn (1944). El a stabilit contacte și a colaborat cu administratorii obiectivelor culturale locale. Sub îndrumarea sa, manuscrisele muzicale ucrainene au fost evacuate în siguranță din zonele cu risc de război.
Nepoata compozitorului, Iia Sergheevna Țarevici, a crescut în casa compozitorului de pe strada Lenin din Kiev de la vârsta de cinci ani. În memoriile sale, ea a relatat despre cum în acea casă au staționat trupe germane. Pentru a salva patrimoniul din domiciliul lui Leatoșînskîi, socrul acestuia a transportat pe un cărucior toate documentele și manuscrisele compozitorului la dacea familiei din Vorzel, suburbie a capitalei, unde le-a depozitat până la sfârșitul războiului.

### Cariera postbelică
În septembrie 1943, Leatoșînskîi a fost invitat să lucreze la Conservatorul din Moscova timp de un an, dar la 10 noiembrie 1943, imediat după eliberarea Kievului, el a luat primul zbor spre oraș, ca parte a unei delegații din care mai făceau parte poeții Maksîm Rîlskîi⁠(d) și Mîkola Bajan și artistul Mîhailo Derehus⁠(d).
După război a scris o serie de poeme simfonice și alte lucrări orchestrale: „Reuniunea” (ucraineană Возз'єднання, transliterat: Vozz'iednannea; 1949); suita „Taras Șevcenko” (1952); Concertul slav pentru pian și orchestră (1953); „Pe malurile Vistulei” (ucraineană На берегах Вісли, transliterat: Na berehah Vislî; 1958); Simfoniile nr. 3, nr. 4 și nr. 5, Uvertura slavă (1961). Grajîna (1955), poem simfonic scris la centenarul decesului poetului polonez Adam Mickiewicz, s-a bazat pe poemul celui din urmă „Grażyna” despre o căpetenie care și-a condus poporul într-o luptă împotriva Ordinului Cavarelilor Teutoni. Suita poloneză (1961) a fost dedicată prietenei sale, compozitoarea și violonista poloneză Grażyna Bacewicz⁠(d).
În 1948, Simfonia nr. 2 a lui Leatoșînskîi a fost denunțată de autoritățile sovietice ca fiind anti-națională și formalistă. Comitetul Central al Partidului Comunist al Uniunii Sovietice a argumentat astfel:
„Trendul antinațional formalist din muzica ucraineană se manifestă mai ales în lucrările compozitorului B. Leatoșinski. Opera sa este lipsită de armonie, ticsită cu răbufniri pompoase inutile ale orchestrei, ceea ce induce audiența în depresie; în ce privește melodia, simfonia este săracă și lipsită de culoare.”
Leatoșînskîi a fost profund afectat de cenzura compozițiilor sale. După ce a fost interzisă interpretarea operelor lui, el i-a scris prietenului său Glière: „Compozitorul din mine s-a stins și nu știu când va renaște”.
Simfonia nr. 3 nu a răsunat deloc timp de câțiva ani; totuși dirijorul Natan Rahlin⁠(d) s-a încumetat să o includă în program în timpul unui spectacol. Leatoșînskîi i-a scris lui Glière că „sala aglomerată a oferit ovații în picioare”. Compozitorul a fost ulterior acuzat de o „înțelegere prea abstractă a luptei pentru pace”, iar autoritățile au descris simfonia ca nedezvăluind „adevărata realitate sovietică”. Inelul de aur a revenit în sălile de concerte în timpul dezghețului Hrușciov, când a fost montată de Dmîtro Smolîci⁠(d) la Liov.
În anii 1960, Leatoșînskîi, pe atunci membru al Uniunii Compozitorilor din URSS, a avut permisiunea să întreprindă „excursii culturale” în străinătate, unde a făcut cunoștință cu alți compozitori. Împreună cu soția sa, a vizitat Austria, Elveția și alte țări. A fost membru al juriilor Concursului Internațional Ceaikovski⁠(d) de la Moscova (1958, 1962), Concursului Cvartetului Belgian de la Liège (1956, 1959, 1962) și Concursului Internațional de Muzică „Mîkola Lîsenko”⁠(d) de la Kiev (1965). A fost director artistic al Filarmonicii din Ucraina⁠(d) și consultant muzical în Comitetul de Stat al Radioului din Ucraina. A vizitat de multe ori Polonia la festivalurile de muzică contemporană „Toamna varșoviană⁠(d)”. În 1957, ca reprezentant al Uniunii Compozitorilor din URSS, a călătorit în Bulgaria la comemorarea centenarului decesului lui Mihail Glinka.
În ultimii ani de viață, Leatoșînskîi a finalizat Uvertura solemnă op. 70 (1967) pentru orchestră. A murit la 15 aprilie 1968 și a fost înmormântat în cimitirul Baikove⁠(d) din Kiev; pe mormânt a fost instalat un bust.

## Operă
Opera lui Leatoșînskîi include o varietate mare de lucrări, dintre care cele mai importante sunt cinci simfonii, un număr de poeme simfonice, câteva lucrări orchestrale și vocale mai scurte, două opere, muzică de cameră și o serie de lucrări pentru pian. A compus aproape 50 de cântece și patru cvartete de coarde (1915, 1922, 1928 și 1943). A semnat coloana sonoră pentru filme precum Karmeliuk⁠(d) (1931), Ivan⁠(d) (1932; cu Iuli Meitus⁠(d)), Taras Șevcenko⁠(d) (1951), Ivan Franko⁠(d) (1956; cu Mîkola Kolessa⁠(d)) și Hrîhori Skovoroda⁠(d) (1959).
Compozițiile timpurii (precum Simfonia nr. 1) au fost puternic influențate de expresionismul lui Screabin și Rahmaninov. Leatoșînskîi a apelat la stilul și tehnica europeană modernă, combinând-o cu motive ucrainene. În 1940, Dmitri Șostakovici a vizitat plenul Uniunii Compozitorilor Sovietici de la Kiev, unde a lăudat muzica lui Leatoșînskîi și cea a lui Levko Revuțkîi⁠(d), apreciind „nivelul înalt de măiestrie” care l-a „surprins plăcut”. După război, Leatoșînskîi a fost acuzat de formalism și propagarea artei degenerative.

### Simfonii

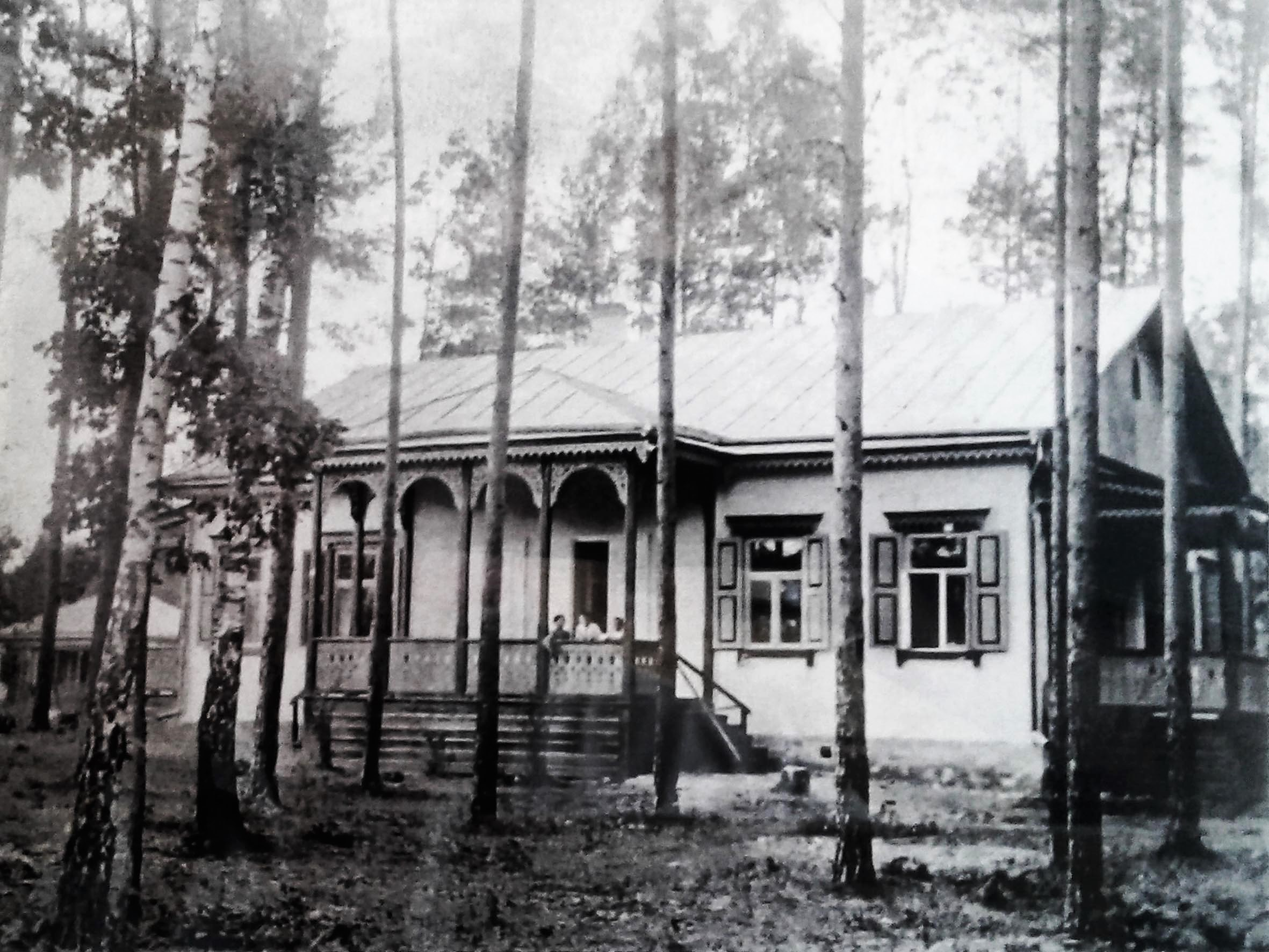
Dacea din Vorzel, unde Leatoșînskîi și-a scris simfoniile; fotografie din 1910

Simfoniile lui Leatoșînskîi „reflectă stresul din perioada în care au fost compuse”. Conform muzicologului Gregor Tassie, Simfonia nr. 1⁠(d) a lui Leatoșînskîi (1918-1919) a fost prima simfonie ucraineană de după Maksîm Berezovskîi⁠(d). A fost scrisă la absolvirea conservatorului și a fost influențată de muzica lui Screabin și Wagner. Glière a inclus-o în 1923 într-un spectacol dirijat de el. Este considerată mai melodioasă decât celelalte patru simfonii ale sale și a fost descrisă în ediția din 1999 a The Penguin Guide to Compact Discs⁠(d) drept „o partitură bine realizată și sigură pe sine”, cu o „retorică orchestrală abundentă”. Abordarea Primului Război Mondial a fost similară cu cea din Simfonia nr. 5 a lui Nikolai Miaskovski. Finalul sinfoniei este, potrivit istoricului de muzică Ferrucio Tammaro, „nu doar dinamic, ci chiar eroic, în strânsă conformitate cu simfonismul sovietic incipient”.
Simfonia nr. 2⁠(d) (1935-1936) reprezintă imagini ale realității vieții sovietice, recurgând des la atonalitate. Scrisă în forma convențională „în trei mișcări”, simfonia este caracterizată de stări de spirit contrastante. Această simfonie expansivă și romantică a fost cenzurată de autorități și nu a fost audiată decât începând cu 1964.
Începutul belicos al Simfoniei nr. 3⁠(d) (1951-1954) a fost comparat cu Simfonia nr. 7⁠(d) a lui Șostakovici. La începutul lucrării apare un cântec folcloric, care reapare și la sfârșit însoțit de alamă și clopote. Este cea mai lungă simfonie a compozitorului și probabil cea mai populară. Este la fel de lirică precum Simfonia nr. 1, dar mai „sigură”. Potrivit The Penguin Guide to Compact Discs, Simfonia nr. 3 „încearcă din greu să fie o simfonie sovietică bună”; finalul încrezător al lucrării a fost conceput pentru a dobândi simpatie politică.
Ultimele două simfonii ale lui Leatoșînskîi sunt complet diferite de primele trei. Compozitorul Valentîn Sîlvestrov, discipol al lui Leatoșînskîi, își amintea că atunci când își compunea simfoniile nr. 4 și nr. 5 Leatoșînskîi „părea plecat pe o altă planetă”. Potrivit muzicologului Marianna Kopîțea, aceste simfonii sunt considerate de ucraineni drept apogeul culturii muzicale ucrainene moderne. Simfonia nr. 4⁠(d) (1963) are un caracter contemporan expresiv și este dificil de audiat din cauza atonalității accentuate. Este mai apropiată de Șostakovici decât simfoniile precedente. Partea a doua începe întunecat, dar este urmată de un coral acompaniat de clopote și celestă. Coda conține solo-uri de coarde lirice și zgomot de clopoței.
Simfonia nr. 5⁠(d) („Slavonica”, în do major; 1965-1966) include melodii liturgice din Biserica Ortodoxă, muzica este de o natură mai postnaționalistă⁠(d) decât alte lucrări compuse în aceeași perioadă. Leatoșînskîi a inclus un cântec popular rus ca temă principală și un cântec iugoslav ca temă secundară. Asemeni Simfoniei nr. 3 a lui Glière, Sinfonia nr. 5 îl invocă pe bogatîrul Ilia Muromeț⁠(d).

### Opere și lucrări corale
Leatoșînskîi este autorul operei Șciors⁠(d) (1937-1938; revizuită în 1948 sub titlul Comandantul) și a Cantatei solemne (1939). În 1927 și 1936-1937, el a modificat operele lui Mîkola Lîsenko Eneida⁠(d) (o operă comică din 1910) și respectiv Taras Bulba⁠(d).
Opera Inelul de aur⁠(d) a lui Leatoșînskîi, pusă în scenă pentru prima dată în 1930, este cel mai notabil exemplu al operei istorice ucrainene din prima jumătate a secolului al XX-lea. Muzica și libretul îmbină teme istorice, mitologice și sociale, iar partitura combină în mod organic expresiile muzicale contemporane cu melodiile populare ucrainene. Inelul de aur a apărut în ultimii ani ai experimentalismului creativ, care a fost urmat de stalinism. Ulterior, opera nu a mai fost pusă pe scenă timp de trei decenii.

### Alte lucrări
Lucrările relativ minore ale lui Leatoșînskîi s-au bucurat și ele de apreciere critică. Printre acestea se numără Intermezzo din Cvartetul de coarde nr. 2, op. 4 (1922) și Poemul liric (1964), o elegie scrisă în memoria lui Glière. Versiunea orchestrată a Intermezzo a fost apreciată de jurnalistul britanic de muzică clasică Michael Oliver⁠(d), care a remarcat cum constă din „melodii delicate plutind deasupra unui puls molcom”. Impresionismul din lucrările minore ale lui Leatoșînskîi poate fi sesizat în cea de-a doua și cea de-a cincea piese de pian din ciclul Reflecții.

## Recunoaștere și memorie

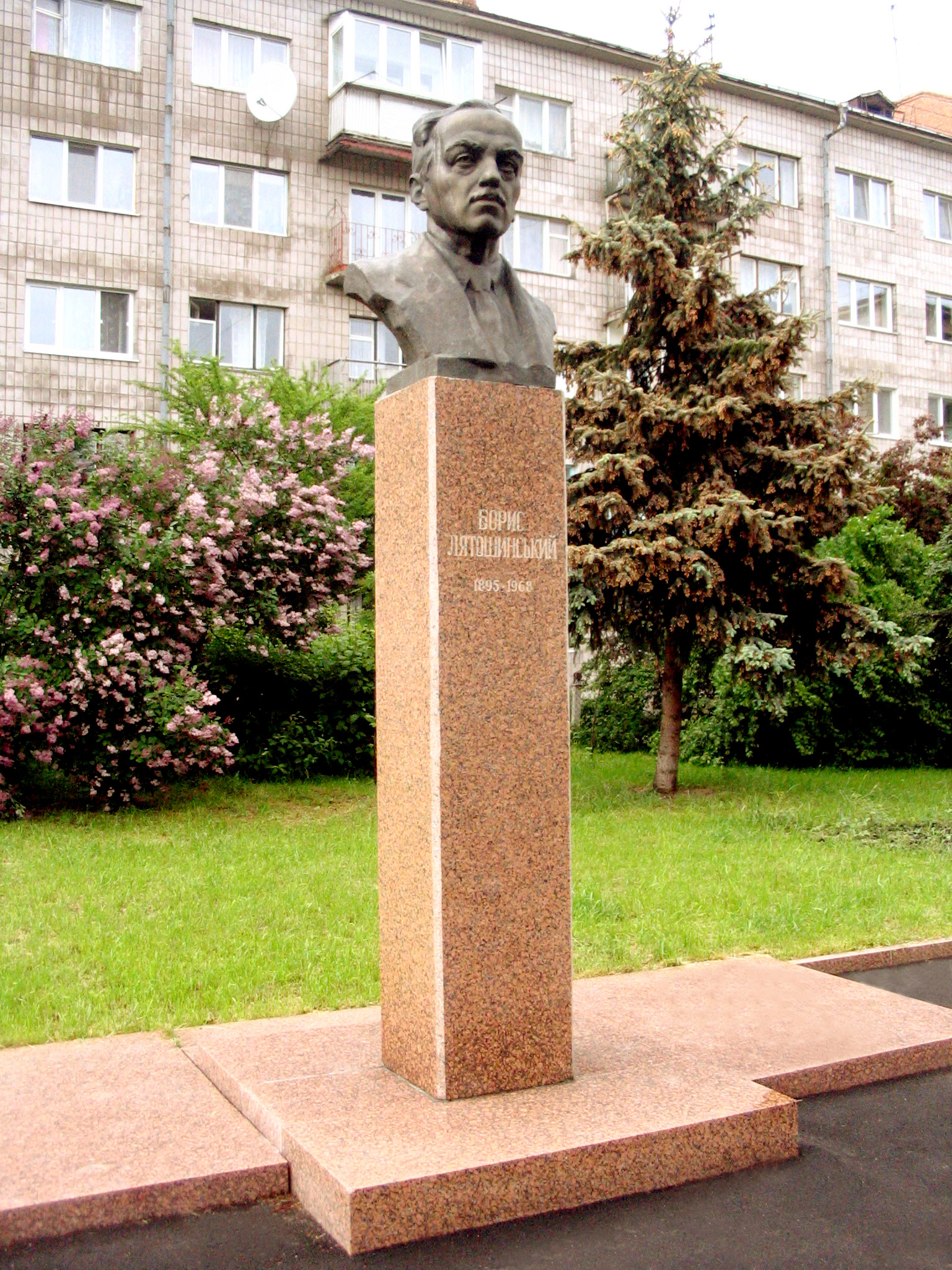
Bustul lui Leatoșînskîi din Jîtomîr

- Lucrător Emerit în Arte al URSS⁠(d) (1945)[13]
- Premiul Stalin clasa 2 (1946) pentru Cvintetul ucrainean[12][26][55]
- Premiul Stalin clasa 1 (1952) pentru coloana sonoră a filmului Taras Șevcenko (1951)[12][26][55]
- Premiul de stat al Poloniei „pentru întărirea prieteniei ruso-polone” (1963)[12]
- Artist al Poporului din RSS Ucraineană⁠(d) (1968)[14]
- Premiul Național „Taras Șevcenko”⁠(d) (1971, post-mortem) pentru opera Inelul de aur[14][56]
- Ordinul Lenin[13]

În orașul natal Jîtomîr a fost inaugurat un bust al compozitorului. Pe fațada casei din Kiev în care a locuit în 1944-1968 (actualmente str. B. Hmelnîțkîi, 68) a fost instalată o placă comemorativă. În 1977, o stradă din Kiev a fost redenumită în cinstea sa. Numele lui mai este purtat și de o sală a Muzeului de Istorie și Cultură din Vorzel⁠(d).
În 1992, Corul de Cameră din Kiev⁠(d), prin contopirea cu o orchestră de cameră, a devenit Ansamblul de muzică clasică „Borîs Leatoșînskîi”. Școala de muzică din Harkov⁠(d) de asemenea îi poartă numele. În 2020, în cadrul Festivalului de muzică de la Harkov a fost înființat Concursul tinerilor compozitori „Borîs Leatoșînskîi”.

## Reputație și moștenire

Camera-muzeu Leatoșînskîi din incinta Școlii de muzică din Jîtomîr

Borîs Leatoșînskîi este unul dintre cei mai apreciați și influenți compozitori ucraineni ai secolului al XX-lea și o figură-cheie a școlii moderne din muzica ucraineană. Potrivit The New Grove Dictionary of Music and Musicians⁠(d), el este unul dintre cei trei artiști ucraineni din prima jumătate a secolului al XX-lea recunoscuți la nivel internațional și cel mai desăvârșit compozitor ucrainean de după Dmitri Bortneanski⁠(d) (d. 1825).
Printre compozitorii sovietici și ucraineni care au studiat sub îndrumarea lui Leatoșînskîi sau au fost influențați de el se numără Igor Bălza⁠(d), Ihor Șamo⁠(d), Roman Vereșceahin⁠(d), Oleksandr Kanerștein⁠(d), Hlib Taranov⁠(d), Mîroslav Skorîk, Ievhen Stankovîci⁠(d), Lesea Dîciko⁠(d), Leonid Hrabovskîi⁠(d), Ivan Karabîț⁠(d) și Valentîn Sîlvestrov; cel din urmă i-a dedicat o simfonie profesorului său. Metoda de predare a lui Leatoșînskîi a fost definită de dorința ca studenții săi să învețe să gândească independent.
În 2002 a fost publicată corespondența lui Leatoșînskîi cu vechiul său prieten și profesor Glière. La 28 octombrie 2018, Biserica Luterană Sfânta Ecaterina din Kiev⁠(d) a găzduit o serată de lucrări corale ale lui Leatoșînskîi, intitulată „Sub stelele de toamnă” – aceasta a fost prima colecție a moștenirii corale a compozitorului creată după proclamarea independenței Ucrainei.